# Kobzos Kiss Tamás
Kobzos Kiss Tamás (Debrecen, 1950. május 30. – Budapest, 2015. november 8.) Kossuth-díjas és Liszt Ferenc-díjas énekes, hangszeres zenész, zenetanár.

## Élete
Édesapja Kiss Tamás költő, esszéíró, író.
Zongorázni, majd magánúton gitározni tanult, egyetemi évei alatt (debreceni Kossuth Lajos Tudományegyetem, kutatóvegyész szak) a Főnix színjátszó együttes, majd a Délibáb népzenei együttes tagja lett, s az ének mellett több hangszeren megtanult játszani (citera, koboz, brácsa, tekerő, reneszánsz lant, török saz).
1974-ben a budapesti Néprajzi Múzeumba került restaurátorként, és rövid időre a Kaláka tagja lett, majd 1976–1986 között L. Kecskés András együttesében zenélt. Gyakran fellépett az Egyetemi Színpadon, hanglemezklubokban, templomokban. 1976 és 1979 között vegyész-restaurátorként dolgozott a Múzeumi Restaurátor és Módszertani Központban, közben néhány hónapig a debreceni Déri Múzeumban. Közreműködött Szentpál Mónika és Erdélyi György előadóestjein, évekig szerepelt a Radnóti Színpad Toldi előadásában Nagy Attilával. A Kobzos előnevet 1977-ben vette fel.
1981 januárjától a bécsi Clemencic Consort tagja, ezzel az együttessel több száz alkalommal lépett fel Bécsben és Európa számos országában. Volt a Thomas Wimmer által vezetett Accentus Austria régizene-együttes szólistája is, Jeruzsálemben, Bambergben, Città di Castellóban is léptek fel együtt. A Jánosi-együttessel, valamint Ferencz Évával is több CD-felvételen szerepel. Michel Montanaro provence-i zenésszel 1982–2000 között sok népzenei és régizenei koncertet adott, többek között a 2012-es Csíkszeredai Régizene Fesztiválon szerepeltek együtt (ezen a fesztiválon az újraindulás – 1992 – után minden évben részt vett Kobzos Kiss Tamás).
1992-től adtak közös koncerteket Erdal Şalikoğlu isztambuli énekessel, például a 2012-es Kaláka Fesztiválon, Egerben. Énekes szólista volt Szabados György zeneszerző három művében: Szertartászene (1983), Az események titkos története (1985), A kormányzó halála (1999). Szólistaként is sok száz koncertet adott Magyarországon, a környező országok magyarlakta városaiban, falvaiban, Európa majdnem minden országában, valamint Japánban, Kínában és az Egyesült Államokban. 1991-től gyakran lépett fel a Musica Historica együttessel, 1992-ben közös kazettát készítettek Protestáns énekmondók címmel.
1986 óta tanított az Óbudai Népzenei Iskolában, amelynek 1991 szeptemberétől igazgatója is volt. 2013 szeptemberében Uniós támogatásból új épületet kapott a zeneiskola, amely addig egy társasház alsó emeletén működött. Az új zeneiskola már méltó hely az ország egyetlen csak népzenét tanító zeneiskolájának.
2007 óta a Liszt Ferenc Zeneművészeti Egyetemen is tanított kobozjátékot. Több tanulmányt írt a népzenetanítás témakörében, előadásokat tartott, konferenciákat szervezett. 2007-ben a Magyar Művészeti Akadémia tiszteleti, 2012-ben levelező, 2013-ban rendes tagja lett.

## Művei
- Renaissance Music in Transsylvania – szólistaként • Hungaroton SPLX 12047 (1981); később átszerkesztve CD-n: Hungaroton Classic HCD 12924
- Táncház ’84 – szólistaként • Hungaroton SPLX 18106 (1984)
- Régi török zene Európában – a Bakfark Bálint Lanttrió tagjaként • Hungaroton SPLX 12560, ill. MK 12560 (1985); később CD-n is
- Gauzelm Faidit: Songs – Trubadour Music in the 12–13. C. – szólistaként • Hungaroton HCD 12584-1 (hanglemez, kazetta és CD, 1986)
- 10. Rencontres de Luthiers et Maitres Sonneurs Saint-Chartier – Michel Montanaróval • Tradition RL 65014 (1986)
- VI. Festival Internacional de múzica Popular-Tradicional de Vilanova I la Geltrú – Michel Montanaróval • Audiovisuals de Sarria sa Barcelona (1986)
- Régi magyar betlehemes – szerkesztő, előadó • Hungaroton SPLX 14068 (1987 – Az év hanglemeze, 1988); új kiadás CD-n: 2004
- Balassi Bálint versei – Előadja Bánffy György – hangszeres közreműködő • Hungaroton SPLX 13860 (1987)
- Énekelt történelem – szólistaként • +SUISA+88044 Basel Európai Protestáns Magyar Szabadegyetem (kazetta, 1988); új kiadása: Gryllus Kiadó GMC 012 (1995)
- Montanaro – Vents d’Est – közreműködő • MG (1990)
- Bernard de Ventadorn trubadúrdalai I. – a Kalendarium trió tagjaként • Le Loubanel (kazetta, 1990)
- Protestáns énekmondók – a Musica Historica együttessel • Református Fiatalok Szövetsége (kazetta, 1992)
- Vándorok énekei – szólistaként • Magyar Garabonciás Szövetség (kazetta, 1995)
- 1848-ba’ – a Jánosi-együttessel • Magyar Garabonciás Szövetség (kazetta, 1995)
- Rhapsody – Liszt and Bartók sources – a Jánosi-együttessel • Hungaroton Classic (1991, a Liszt-anyag korábban hanglemezen is megjelent)
- Táltos idők – szerkesztő, közreműködő • Fonó Records (kazetta, 1996); CD-n magánkiadásban (2002)
- A lovagkirály – Szent László emlékezete • PannonTon MC6
- Egy könyv lanthoz való – közreműködő • PannonTon MC 7 (1996)
- Evangyéliomi szent lant – Bozóky Mihály művei – közreműködő • PannonTon MC 8 (1996)
- Koboz is peng I–II. – közreműködő • PannonTon Szekció (1997)
- 77 Magyar tánc – közreműködő a Jánosi-együttes CD-jén • Hungaroton HCD 18228 (1997)
- Világ békessége – közreműködő Ferencz Éva CD-jén
- Világ váltságáért – Ferencz Évával • CSBT 001/98 (1998)
- Kossuth izenete eljött – szerkesztő, közreműködő, CD a Jánosi-együttessel • Hiripi Bt. (1998)
- Szentegyházi dicséretek Huszár Gál debreceni énekeskönyvéből (1561) – szerkesztő, közreműködő, a Pécsi Református Kollégium vegyeskarával • Református Zenészek Munkaközössége 059 (kazetta, 1998)
- Az események titkos története – Szabados György műve (1984), szólistaként • Fonó Records (1999)
- Idvezlégy bódog Szent István kerál – Ferencz Évával • Csillaghegyi Bt. (2000)
- Főnix és Bárány – Énekelt versek Debrecenből-Debrecenről • Tankomédia, Debrecen (2000)
- Mindennémű háborúság ellen – Szenci Molnár Albert énekei – szerkesztő, közreműködő • Református Zenészek Munkaközössége (2001)
- Szívetekben őrizzetek – Asik Veysel török énekmondó énekei – Erdal Şalikoğluval, szerkesztő, közreműködő, fordító • Etnofon Bt. (2002); törökországi kiadás: 2003
- „Jelentem versben mesémet” – közreműködő a Musica Historica CD-jén • Csörsz Rumen István kiadása (2004)
- A magyar történelem dalban elbeszélve – több órányi MP3-anyag • Arcanum Adatbázis Kft. (2005)
- Tinódi: Cronica – 9 órányi hanganyaggal • Arcanum Adatbázis Kft. (2006)
- Megkopott harangszó – közreműködő a Misztrál együttes lemezén (2006)
- Eine schöne Rose blüht – magyar karácsonyi dalok – a Clemencic Consorttal • Oehms Classics OC 583
- „Lásd, mit mível a szerelem” – Yunus Emre dalai magyarul és törökül – Erdal Şalikoğluval, szerkesztő, közreműködő, fordító • YBM Istanbul (2007)
- Csokonai – szólólemez, közreműködik a Musica Historica együttes • Hangzó Helikon (2008)
- „Nem megyek én innen sehova” – énekelt versek Debrecenről – saját megzenésítések • Dialekton (2008)
- Janus Pannonius – közreműködő • MACs Kft. (2008)
- Trubadour Songs – The Origins of European Music and Literature • Ücdeniz Istanbul (2009)
- Boldog vizeken • Vox Artis Kiadó (2010)
- Balassi Bálint és Pir Sultan Abdal énekei magyarul és törökül (Erdal Salikogluval) Isztambul 2014

## Díjak, kitüntetések
- Népművészet Ifjú Mestere díj (1975)
- Az év hanglemeze (Régi magyar betlehemes) (1987)
- Bezerédj-díj (1996)
- Magyar Köztársasági Arany Érdemkereszt (1998)
- Magyar Művészetért díj (1998)
- Tinódi-lant díj (2005)
- Magyar Örökség díj (2006)
- Prima díj (2006)
- Március 15-e díj (2007)[5]
- Óbuda Kultúrájáért díj (2009)
- Szenci Molnár Albert-díj (2010)
- Életfa díj (2010)
- Liszt Ferenc-díj (2011)
- Kossuth-díj (2014)
- Budapestért díj (2015)